# Ostenuther Kiesteiche
Die Ostenuther Kiesteiche sind ein durch Kiesabbau entstandener Baggersee und ein Naturschutzgebiet in der niedersächsischen Stadt Rinteln im Landkreis Schaumburg. Die Südwestecke liegt im Landschaftsschutzgebiet Herrengraben in NRW.

## Naturschutzgebiet
Das Naturschutzgebiet mit dem Kennzeichen NSG HA 132 ist 41 Hektar groß. Es ist deckungsgleich mit dem gleichnamigen FFH-Gebiet. Das Gebiet steht seit dem 19. Mai 1988 unter Naturschutz. Zuständige untere Naturschutzbehörde ist der Landkreis Schaumburg.
Das Naturschutzgebiet liegt im Westen des Naturparks Weserbergland Schaumburg-Hameln am Rande der Weserniederung westlich von Rinteln an der Landesgrenze zu Nordrhein-Westfalen. Es stellt den Baggersee (mit Ausnahme des westlichen Ufers) und die angrenzenden Uferbereiche unter Schutz. Nordwestlich des Kiesteichs gelegene Acker- und Grünlandflächen sind in das Naturschutzgebiet einbezogen. Diese Flächen sind ebenfalls für den Kiesabbau vorgesehen und sollen nach dem Ende des Abbaus zu Stillgewässern mit ausgedehnten Uferzonen entwickelt werden.
Die Ostenuther Kiesteiche waren ursprünglich zwei Baggerseen. Im nördlichen der beiden Kiesteiche ist der Bodenabbau bereits beendet. Das Stillgewässer wurde renaturiert und verfügt über gut entwickelte Wasser- und Ufervegetation. Der südliche der beiden Kiesteiche befindet sich noch im Abbau. Durch die Abbautätigkeiten sind die beiden Kiesteiche im westlichen Bereich verbunden worden, wodurch ein einzelner See entstand.